# Le Pré-Saint-Gervais
Le Pré-Saint-Gervais je francouzské město v severovýchodní části metropolitní oblasti Paříže, v departementu Seine-Saint-Denis v regionu Île-de-France.

## Geografie
Sousední obce: Paříž, Pantin a Les Lilas.
Čtvrti: Gabriel Péri, Jean Jaurès, Belvédère, Rabelais & 7 Arpents a Centrum.

## Ekonomika
Le Pré-Saint-Gervais je obytným předměstím Paříže, téměř bez průmyslu.

## Vývoj počtu obyvatel
Počet obyvatel

## Slavní obyvatelé města
- François Hadji-Lazaro (* 1956), zpěvák
- Frédéric Taddeï (* 1961), novinář

## Partnerská města
- Giengen an der Brenz, Bádensko-Württembersko, Německo